# 凯洛诉新伦敦市案
凯洛诉新伦敦市案（英語：Susette Kelo, et al. v. City of New London, et al.），545 U.S. 469 (2005)，是美国最高法院判决的一起关于政府是否可以经济发展为理由征用私有财产并转移到另一个私有实体。原告凯洛为被征地的居民代表，被告则是康涅狄格州新伦敦市市政当局。2005年6月23日，美国最高法院对这起案子所作的最新判决引来了各方广泛关注。这起涉及土地“有偿征收”的案子，按照美高院最新判决，地方市政当局有权强行征收私有土地用于商业开发——只要这种开发属于“公共使用”范畴。高院裁定“该市对于被征地的规划部署合乎‘公共使用’，且在‘第五条修正案’条款的含义之内”。因此，此案同时也引发了关于“第五条修正案”该怎么实现、怎么解释、怎么运用的新一轮讨论。

## 前因
这起案子因康涅狄格州最高法院支持被告新伦敦市市政当局，而被原告上诉到美国最高法院。康涅狄格州最高法院裁定因经济开发而对土地的强制征用（本案的核心焦点）不违反州和联邦宪法关于“公共使用”的条款(私有财产不得未经合理赔偿挪为公用)。州高院认为只要经济开发项目能提供就业机会、增加税收、增加市政收入、有利于凋敝小城经济复苏，那么它就符合“公共使用”的要求。它还认为，只要私有企业起着合法的政府全权代理人的作用，那么市政当局把“征用权”委托给私有企业也是不违背宪法的。
美国最高法院批准了上诉请求，同意对1954年伯尔曼诉帕克案以来产生的新问题重新进行考量。在Berman一案里，政府为铲除贫民窟和枯萎旧城区而动用了征用权，即使第五条修正案也未能保护土地所有者不失去土地。但凯洛案有所不同，在这起案子里，市政当局动用征用权是出于复苏当地经济的目的，那么，第五条修正案能否保护这些土地所有者呢？

## 案情

### 开发计划
新伦敦市是美国东北部康涅狄格州一座小城市。在过去二十年里，小城经济状况一直不好，财政税收和城市人口持续下降，市府推行的一些经济开发计划也一直未见奏效。1998年,全球著名大制药商辉瑞公司在新伦敦市附近建了座研发中心。看到机会来了，新伦敦市市政府授权市政府控制下的一家私有实体——新伦敦市开发公司——对城边一块地重新进行规划，希望在辉瑞公司的牵头下，实现更多招商引资计划。
整个规划包括要建一座酒店和一个会议中心、一个州立公园、80–100幢新民居和其他一些商用楼等。开发计划把这一地区划分为六块用地，除1号地（用于建酒店和会议中心）外，其他五块地并没有在计划中详细列定具体的用处。2000年，市府批准了开发计划，把地批给了开发公司。
这片地共计90英亩大小，115户居民和商家。开发公司打算出价把它们全买下来，但其中15户不肯卖。15户中的九户即本案原告，凯洛是他们的代表，她在这片开发用地上有所小房子。
结果，新伦敦市市政府决定动用“征用权”。市政当局命令开发公司（私有实体）充任市府合法指定代理，强行征收15家“钉子户”的地产。

### 向州法院控告市政当局
于是，业主把市政当局告上了康涅狄格州法院，控告市政府滥用“征用权”。这些居民的控告依据，是美国宪法第五和第十四条修正案。美国宪法第五条修正案规定，“不给予公正赔偿，私有财产不得充作公用”。虽然宪法正文没有述及征用权，但第五条修正案在对征用权加以限制性规定的同时肯定了它的存在。其限制在于：（1）这一权力的行使必须是为了“公用”；（2）私有土地被征后要有“公正赔偿”。凯洛和其他上诉人上告的理由即他们认为开发公司所陈述的经济开发目的，与“公用”不符。

### 上诉美国最高法院
这是美国最高法院自1984年以来接手的首例征用案。近二十年来，美国各州和市政府不断在扩大“征用权”，而且常常是出于发展经济的目的。除了“经济发展”属否“公用”之辩外，凯洛案另有一个情况，那就是至少在表面上，负责规划土地的开发公司是一家私有实体；因此，原告争辩说，政府把私有土地从一个个人或公司手里夺走，再转给另一个私人，而仅仅因为后者能使这块地产出更高的赋税收入，这是违背美国宪政精神的。
凯洛案是自Midkiff案以来上诉到美高院的第一宗“有偿征用”案，因此，凯洛立刻成了各方大讨论的焦点，原告和被告两边都吸引了为数众多的支持者。在这起案子里，有40份中立观察方的书面意见被归入卷宗，其中25份支持原告。凯洛的支持者有大法官自由论者协会、美国有色人种协进会、美国退休者协会和由马丁·路德·金创始的南方基督教领导会议等(NAACP/AARP/SCLS)。后三个团体还联名签署了一份书面意见，抗议“有偿征用”经常被用来对付一些政治上的弱势群体，尤其是少数族群和老年人。

### 口头辩论
这起案子于2005年2月22日在美高院进行口头辩论,辩论会由大法官桑德拉·戴·奥康纳主持。由于首席大法官威廉·伦奎斯特因病休养在家，大法官约翰·保罗·史蒂文斯未能从佛罗里达及时赶回华盛顿，因此，这一天的口头辩论只有7位大法官听证。两位缺席的大法官事后通过阅读简报和口头辩论笔录，参与了本案的判决。
在口头辩论期间，有几位大法官所提的问题，已经预示出他们对本案所持的最终立场。例如，大法官安东宁·史格里亚认为支持市政当局将破坏“私用和公用之间的差别”，他声称，仅仅附带性地为州政府带来利益的私用，“不足以证明动用征用权是正当的。”

## 判决

### 判决意见
2005年6月23日，最高法院以5比4的微弱多数，对本案作出判决，支持新伦敦市 市政府。组成多数方的五位大法官分别是约翰·保罗·史蒂文斯、安東尼·肯尼迪、戴維·蘇特、史蒂芬·布雷耶和魯思·金斯伯格。判决意见由大法官史蒂文斯执笔。另外，大法官肯尼迪也同时出具一份配合意见，更详细地补充说明了对经济开发的司法审查标准。史蒂文斯在意见书中称，在有关土地使用的决议里，应给予当地政府较宽的自由裁量权：“该市确已非常仔细地制定了开发计划，相信能给社区带来可评估的利益，这个利益包括，但不局限于，提供就业机会和增加税收”。

### 反对意见
四位持反对意见者分别是首席大法官威廉·伦奎斯特、大法官桑德拉·戴·奧康納、安東寧·史格里亞和克拉倫斯·托馬斯。大法官奧康納主写了反方意见，她认为以反罗宾汉的方式後果將是，任何私有财产都有可能因另一私方利益而被拿走，这个判决的后续效应将不是偶发事件, 受益者很可能是那些拥有不对等（比诸受害者）政治影响和权力的公民，比如大公司和大开发商等”。她论争说，这一判决模糊了“财产在私用和公用之间的区别——这等于是在把‘为了公共使用”这些字眼从第五条修正案的条款里有效地【剔除】”。
大法官克拉倫斯·托馬斯也单独写了一份原意主义的反对意见，他说，这份判决所援引的依据是有缺陷的，而且“这个判决在对宪法的解释上犯了很严重的错误”。他谴责多数方把第五条修正案里的“公共使用”替换成了在意义上有着很大差别的“公共目的”：“正是这种措词上的变换，使得法庭认为，尽管这是违反常识的，一个投入巨资的城市重建项目（陈述的开发目的含糊地承诺将带来新的就业机会和增加税收，但同时也是辉瑞公司所喜见的），属于‘公共使用’”。Thomas还援引了NAACP/AARP/SCLS合作代表三种低收入阶层反对新泽西重建时所写的一份报告里的话：“损失将不成比例地落在弱势群体身上。”

## 后续发展
判决出来后，有多位原告表示他们将进一步寻求其他手段，继续抗议对他们家园的攫夺。然而，在高院作出判决后，凯洛和其他几位居民剩下的唯一合法途径只可能是在市政府赔付时，力争一个公平的要价——该市已准备花160万美元收购15户的地产，有关官员之后宣布了将征收的土地租回5年的计划。最终市政府同意将凯洛的房子移到市中心，并且支付了巨额的赔偿。
由于招商引资失败，凯洛案判决两年之后，市政府征用的土地上并未进行任何开发。2009年11月，在征收规划重镇局重要角色的辉瑞公司宣布关闭在新伦敦市的研发中心。
凯洛案已经尘埃落定，然而它所造成的广泛影响仍能继续看到。在判决之前，美国有八个州（阿肯色州、佛罗里达州、伊利诺斯州、肯塔基州、缅因州、蒙大拿州、南卡罗莱纳州和华盛顿州）明确禁止以发展经济为由（清除‘枯萎’城区例外）使用“征用权”。截至2007年，美国50州中的42州立法限制以经济发展为目的的土地征用，其中21州明确禁止了类似凯洛案判决的财产征用。2005年7月4日，华盛顿时代周刊声称，这一判决已经激励了纽泽西州紐華克和密苏里州Arnold两地的官员有所行动。一份对超过1万起依其申述为“滥用”征用权的个案进行研究的报告证实，正如反方意见所预言的，低收入少数族群将最有可能领教凯洛案里所显示出来的权力，其他可能受影响的还包括住在码头区或旧城区等的中下阶层居民。

### 国会的反应
2005年6月27日，得克萨斯州联邦参议员John Cornyn (R-TX)动议通过立法(S.B. 1313)限制以发展经济为由行使征用权，他建议：(1)若证明“公用”的理由仅止发展经济这一项，则应禁止联邦政府行使征用权；(2)对州和地方政府“使用联邦基金”行使征用权时应强行施加同样的限制。议案随后由众议院议员Dennis Rehberg (R-MO)、Tom DeLay (R-TX)、John Conyers (D-MI) 和 James Sensenbrenner (R-WI)提交美国众议院。由于大多数小规模的有偿征收（比如凯洛案中的那些），其决议和资金运作完全由当地政府掌控，因此即使议案得以通过成为法律，也不清楚将能产生多大的作用。此提案于2005年6月27日被提交参议院法务委员会讨论。
美国众议院少数党领袖南希·佩洛西认为议案本身有违政权分离原则，而且将会要求对第五条修正案再次进行修改。她对判决本身没有发表意见。